# Fritz Reutersvärd
Fritz Emanuel Reutersvärd, född 15 december 1878 i Åkershult, Östra Korsberga socken, Jönköpings län, dör 10 augusti 1956 i Stockholm, var en svensk direktör och målare.
Han arbetade som banktjänsteman 1898–1904 innan han ägnade sig åt sin konstnärliga verksamhet. Han blev direktör för Svensk-franska konstgalleriet i Stockholm 1920 och var från 1934 direktör för Konstaktiebolaget Färg och Form. Hans konst består av landskapsmotiv ofta med vinterskrud från de svenska eller norska fjällen utförda i olja eller akvarell. Han valdes in i Konstnärsklubben 1914. Hans stora privata samling av svensk nutidskonst visade i två vandringsutställningar av Riksförbundet för bildande konst 1953.
Fritz Reutersvärd var son till överstelöjtnant Knut Axel Herman  Reutersvärd och Elisabeth (Betty) Lindström och från 1905 gift med operasångerskan Emelia Charlotta Mathilda Jungstedt samt bror till Patrik Reutersvärd och farbror till Oscar Reutersvärd och Blanche Reuterswärd-Hallström.